# بوب روبرتسون
بوب روبرتسون هو لاعب هوكي الجليد كندي، ولد في 22 ديسمبر 1927 في Islington-City Centre West ‏ في كندا.

## وصلات خارجية
- بوب روبرتسون على موقع EliteProspects.com (الإنجليزية)
- بوب روبرتسون على موقع HockeyDB.com (الإنجليزية)